# Jouars-Pontchartrain
Jouars-Pontchartrain ist eine französische Gemeinde mit 5965 Einwohnern (Stand 1. Januar 2022) im Département Yvelines in der Region Île-de-France. Sie gehört zum Arrondissement Rambouillet und zum Kanton Aubergenville (bis 2015: Kanton Montfort-l’Amaury). Die Gemeinde gehört zum Regionalen Naturpark Haute Vallée de Chevreuse. Pontchartrain liegt am Ufer des Flusses Mauldre.

## Sehenswürdigkeiten
- Schloss Pontchartrain
- Kirche Saint-Martin
- Kirche Saint-Lin

## Persönlichkeiten
- Robert Dalban (richtiger Name: Gaston Barré, 1903–1987), Schauspieler

## Städtepartnerschaften
- Hammond (Louisiana, Vereinigte Staaten von Amerika)
- Cella (Spanien)